# Belecska
Belecska là một thị trấn thuộc hạt Tolna, Hungary. Thị trấn này có diện tích 14,39 km², dân số năm 2010 là 433 người, mật độ 30 người/km².